# David Holmes (componist)
David Holmes (Belfast, 14 februari 1969) is een Noord-Ierse dj, musicus en componist. Hij werd geboren als jongste uit een gezin van tien kinderen. Voordat hij actief werd in de muziekwereld was hij haarstylist en eigenaar van een café.

## Biografie
Holmes begon zijn carrière als dj op 15-jarige leeftijd in pubs in Belfast. Zijn eerste relatief grote nummer was DeNiro, dat hij samen met Ashley Beedle (X-Press 2) in 1993 uitbracht onder de naam Disco Evangelists. In het begin van de jaren 90 runde hij twee succesvolle nachtclubs in Belfast, "Sugar Sweet en "Shake Yer Brain".
In 1995 bracht Holmes het album "This Film's Crap Let's Slash the Seats" uit, dat door critici goed werd ontvangen vanwege het sfeervolle geluid. Een van de liedjes van het album werd gebruikt in de film Pi. Volgens Holmes werd hij voor het album geïnspireerd door filmmuziek, iets wat regelmatig terugkeert in zijn muziek. Het eerste nummer van het album, "No Man's Land", zou geïnspireerd zijn op de film In the Name of the Father met Daniel Day-Lewis.
Eveneens in 1995 hielp Holmes mee aan het album Infernal Love van de Noord-Ierse rockgroep Therapy?.
In 1997 bracht Holmes het album "Let's Get Killed" uit. In veel nummers van dat album zijn pratende mensen in de straten van New York te horen, die hijzelf opnam met een dictafoon. Het eerste nummer van het album, "My Mate Paul", was het eerste grote commerciële succes van Holmes. Hij werkte dat jaar ook met het Duitse duo Alter Ego op de single The Evil Needle (1997)
In 1998 vroeg Danny Devito hem om de muziek te componeren voor Steven Soderberghs film Out of Sight. In 2001 componeerde hij opnieuw de muziek voor een film van Soderbergh, dit keer voor Ocean's Eleven. Hij componeerde tevens de muziek voor de tweede en derde film uit de Ocean's-filmreeks.
Nadat Holmes het mixalbum "Come Get It I Got It" uitbracht in 2002, kwam hij een jaar later met "David Holmes Presents The Free Association", een opvallend album omdat hij dit keer niet de enige was die de muziek op het album verzorgde, vier andere muzikanten waren ook te horen, met wie Holmes in de periode na de uitbrengst rondtourde.
Holmes componeerde tevens de soundtrack voor The Good German van Steven Soderbergh, maar Soderbergh was kennelijk niet tevreden met de muziek, want hij vroeg later Thomas Newman hem te vervangen.
Holmes mixte ook nummers van bekende artiesten als U2, Manic Street Preachers, Primal Scream, Page and Plant en Ice Cube.
Tijdens de openingsceremonie van de Olympische Spelen in Londen, op vrijdag 27 juli 2012, werd zijn nummer I Heard Wonders in het Olympisch Stadion (Londen) ten gehore gebracht op het moment dat David Beckham met de Olympische fakkel in een speedboot op de Theems onderweg was naar het stadion.
Samen met Noel Gallagher maakte hij over een periode van 4 jaar het album Who built the moon, het in 2017 uitgekomen album werd met gemengde reviews ontvangen.

## Discografie

### Albums
- This Film's Crap Let's Slash the Seats (1995; met Steve Hillage en Jah Wobble)
- Let's Get Killed (1997)
- Essential Mix (1998; werd daarvoor uitgezonden op BBC Radio 1)
- Stop Arresting Artists (1998)
- Bow Down to the Exit Sign (2000)
- Holmes on the Decks (2000; mixalbum)
- Come Get It I Got It (2002; mixalbum)
- David Holmes Presents The Free Association (2003)
- David Holmes - The Holy Pictures (2008)

### Filmsoundtracks
- Resurrection Man (1998) (met Gary Burns en Keith Tenniswood)
- Out of Sight (1998)
- Buffalo Soldiers (2001)
- Ocean's Eleven (2001)
- Analyze That (2002)
- Code 46 (2003) (met Stephen Hilton als The Free Association)
- Stander (2003)
- Ocean's Twelve (2004)
- The War Within (2005)
- Ocean's Thirteen (2007)
- Hunger (2008) (met Leo Abrahams)
- Five Minutes of Heaven (2009) (met Loe Abrahams)
- Perrier's Bounty (2009)
- Kray (2010)
- Haywire (2011)
- Good Vibrations (2012)
- The Motel Life (2012) (met Keefus Ciancia)
- Diana (2013) (met Keefus Ciancia)
- '71 (2014)
- Elser (2015)
- London Spy (2015) (met Keefus Ciancia)
- Mindhorn (2016) (met Keefus Ciancia)
- Logan Lucky (2017)